# Казе Гина (Болоња)
Казе Гина (итал. Case Ghina) је насеље у Италији у округу Болоња, региону Емилија-Ромања.
Према процени из 2011. у насељу је живело 30 становника. Насеље се налази на надморској висини од 9 м.